# El Riquer
El Riquer és una masia de Seva (Osona) inclosa a l'Inventari del Patrimoni Arquitectònic de Catalunya.

## Descripció
Gran Casal. L'edificació està formada per dos edificis als que s'entra per una llissa a un pati interior. L'edifici principal té teulada a dues vessants, a la planta baixa una portalada adovellada amb tres d'elles a la dovella central i en el primer pis tres finestres gòtiques. L'altre edifici, adossat al primer per la façana lateral esquerra, té una entrada en volta d'arc rodó, i en el primer pis un balcó i finestres de pedra treballada. També hi trobem unes escales de pedra. En l'angle d'una cantonera una imitació de torre espitllera. Fusta treballada.

## Història
El Riquer la trobem esmentada en el Cens General de Catalunya del 1626, en els Capbreus i Llevadors de Rendes de 1736-84, i en el nomenclàtor de la província de Barcelona del 1860.